# Libellula saturata

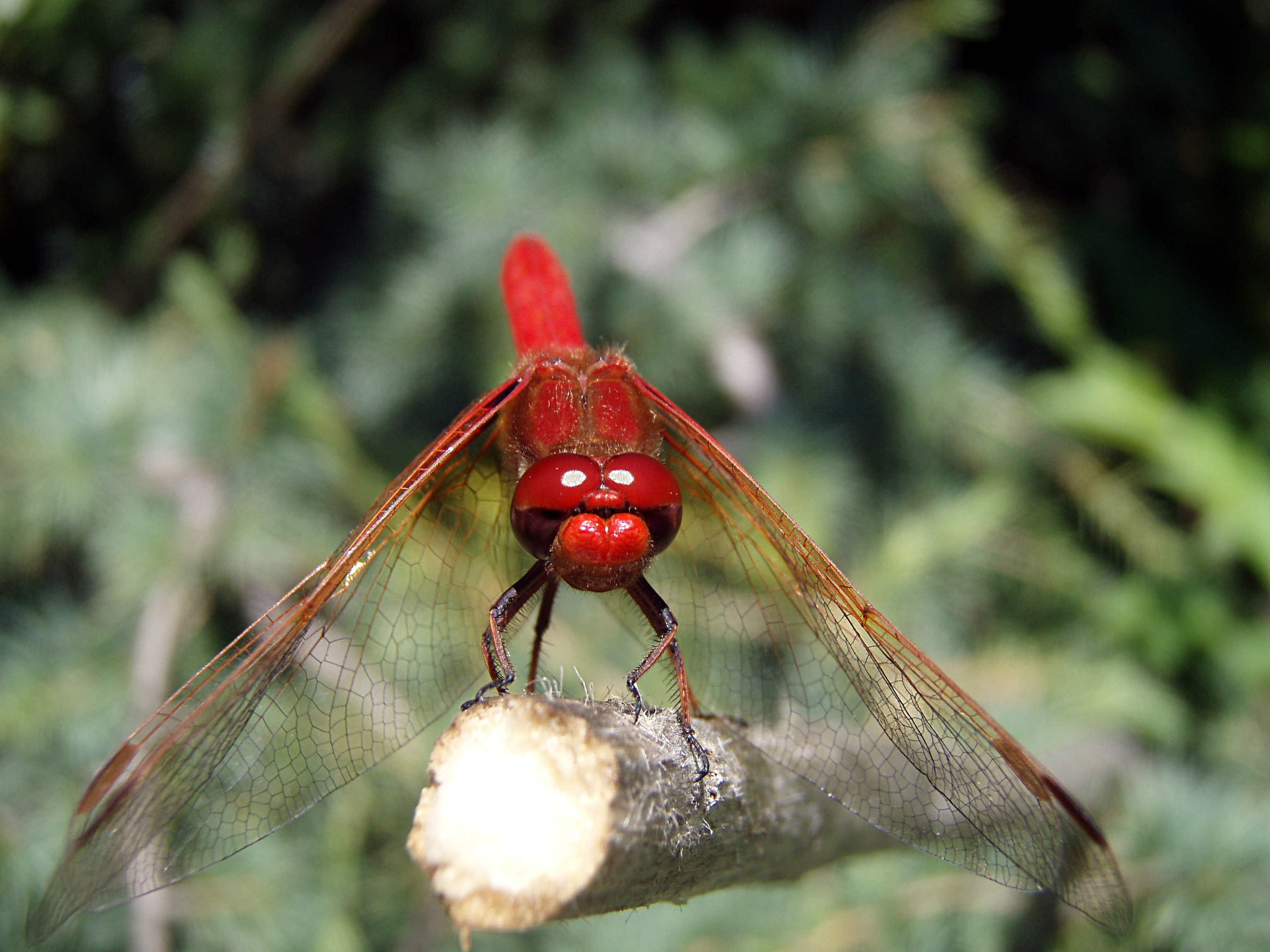
Libellula saturata Flügel in Ruhestellung

Libellula saturata ist eine in den USA und Mexiko verbreitete Libellen-Art der Unterfamilie Libellulinae.

## Merkmale

### Bau der Imago
Das Tier erreicht eine Länge zwischen 52 und 60 mm, wovon das Abdomen 32 bis 40 mm ausmacht.
Die Farbgebung der Art ist von einem rot-orangen Farbton dominiert. Dabei ist das Gesicht junger Tiere zunächst noch hellbraun wird aber mit dem Alter leuchtend rot. Der Thorax und das Abdomen sind ziegelrot und weiß. Bei Weibchen hingegen sind dieser eher bräunlich angehaucht.
Das Rot setzt sich auch in den Flügeln fort, die eine Länge von 41 bis 45 mm erreichen und von roten Adern durchzogen sind. Auf dem hinteren Flügeln ist zudem noch ein dunkelbrauner Streifen zu finden. Des Weiteren erstreckt sich vom Ansatz bis zum Pterostigma ein bernsteinfarbener Schatten über den Flügel und auch die Beine sind rötlich.

### Bau der Larve
Die Larve erreicht eine Größe von 28 mm, hat ein abgerundetes Abdomen und ist stark behaart.